# 沙羅双樹 (小説家)
沙羅 双樹（さら そうじゅ、1905年5月6日 - 1983年1月20日）は、日本の小説家、経済評論家。本名、大野兤（おおの ひろし）。

## 人物
埼玉県越谷市出身、日本大学専門部法科中退。
時代小説を主に執筆した。
1936年、『天鼓』で第1回千葉亀雄賞受賞。※田中平六名義
1938年、『兜町』が第8回直木賞候補作となる。
1940年、「白狼」及び「花影」が第11回直木賞候補作となる。
1952年、「獄門帳」が第28回直木賞候補作となる。
1954年、「帰らぬ人々」が第31回直木賞候補作となる。
映像化された作品に「獄門帳」鶴田浩二、「大江戸喧嘩纏」大友柳太朗、「雪姫七変化」松島トモ子、「伊達六十二万石」（映画名「伊達騒動　風雲六十二万石」大友柳太朗）、「妻恋い獅子」（映画名「胡蝶かげろう剣」里見浩太郎）がある。
1960年代からは株式投資に関する著書を多く執筆した。

## 著書
- 軍艦操練所　三成社書店 1942
- 東歌 春陽堂書店 1943
- 若き武者 文松堂 1943.2
- 三代の勤皇藤田小四郎 京文社書店　1944
- 和銅開花 弘学社 1944
- 兜町 新樹書房 1947
- 随徳寺縁起 静書房 1947
- 春色五人女 新樹書房 1947.7
- 時雨の鷹 同光社磯部書房 1952
- 新釈寛永御前試合 同光社磯部書房 1953
- 愛染駕籠 同光社磯部書房 1953
- 人間日蓮 北辰堂 1953
- 怪刀黄金丸 偕成社 1954
- 近世成金伝 恋の鈴久 産業経済新聞社 1954
- 雪月花忠臣蔵 同光社 1954
- 幾夜かここに 和同出版社 1954
- 講武所くずれ 同光社 1954
- 獄門帳 山田書店 1954
- 風神雷神 偕成社 1955
- 鍋島怪猫伝 偕成社 1955 (実録時代小説)
- 赤穂浪士 偕成社 1955 (実録時代小説
- 平八出世 同光社 1955
- 風雲一代 同光社 1955
- 伊達騒動 同光社 1955
- 獄門しぐれ 同光社 1955
- お役者坊主 同光社 1955
- 風雲児義経 偕成社 1956 (実録時代小説）
- 剣豪御前試合 同光社 1956
- 仇討心中笠 和同出版社 1956
- 夜明け鷹 同光社 1956
- 妻恋い獅子 同光社 1956
- 柳生天狗抄 同光社 1956
- 大江戸喧嘩纒 桃源社 1956
- 風雲青葉城 東方社 1957
- 浪花かんざし 北浜の勝負師　森脇文庫 1957
- 天下の糸平 実録・投機師　1957 (春陽文庫)
- 風雲しぐれの鷹 同光社出版 1957
- 雪姫七変化 同光社出版 1957
- 白浪奉行 同光社出版 1957
- 花の逢染笠 同光社出版 1957
- 花の流転 桃源社 1957
- 伊達六十二万石 大東書房 1957
- 岩見重太郎 偕成社 1958 (実録時代小説）
- 花唄さんさ時雨 桃源社 1958
- 薬の中に生きる男 上野十蔵伝 大木惇夫共著 オリオン社出版部 1958
- 日影恋影 桃源社 1958
- 柔肌鉄火帖 同光社出版 1958
- 花の百番勝負 大東書房 1958
- 若殿旅ごよみ 桃源社 1958
- 八州花浪人 桃源社 1959
- 嵐のマウンド 桃源社 1959
- 風雲編笠ぶし 桃源社 1959
- 飛剣花ぐるま 新文芸社 1959
- 暗黒大名 新文芸社 1959
- 紅小僧盗人控 桃源社 1959
- 恋慕太鼓 新文芸社 1959
- 碧眼無双剣 小説刊行社 1960
- 碧眼天狗 小説刊行社 1960
- 大江戸花ごよみ 桃源社 1961
- あなたは株で儲けられる 沙羅双樹の株式教室 三洋出版社 1961
- 風雲御前試合 三洋出版社 1961
- 勝者の記録 経済生活社 1962
- 風雲源義経 偕成社 1963 (少年少女歴史小説全集)
- 株とはなんだ オリオン社 1964
- 沙羅双樹の相場教室 ダイヤモンド社 1966
- これが株式相場だ ダイヤモンド社 1968
- 追いつき追いこせ ダイヤモンド社 1968
- 実戦用株価循環論 曽田経済研究所 1971
- 沙羅双樹の株式実戦帳 ダイヤモンド社 1976
- 浪花の勝負師 北浜に華と散った男の生涯 1976 (グリーンアロー・ブックス)
- 明日なき勝者 実録・相場師 1977.4 (グリーンアロー・ブックス)
- 突っ走れ グリーンアロー出版社 1978.2.(グリーンアロー・ブックス)
- 乗るか反るか 日本株式新聞社 1979.4